# Gebäude des Verteidigungsministeriums Prag

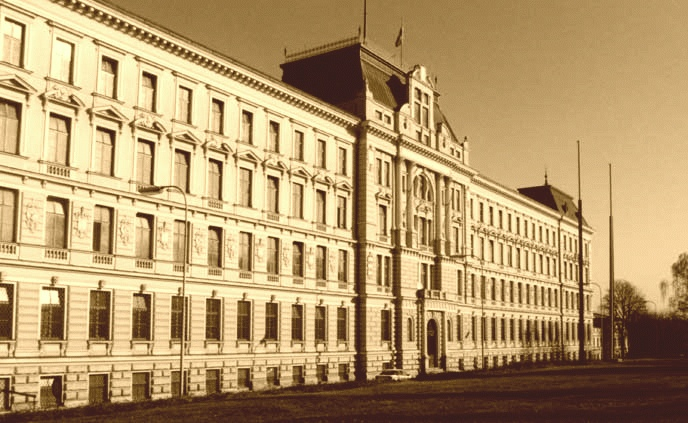
Das Verteidigungsministerium, Straße Na Valech

Das Gebäude des Verteidigungsministeriums in Prag, erbaut 1899/1900, heute Sitz des Innenministeriums der Tschechischen Republik (bis 1993 der Tschechoslowakei), befindet sich in einem Areal mit mehreren Gebäuden nahe der Prager Burg.
Das Gebäude ist heute der Sitz des Innenministeriums der Tschechischen Republik.

## Lage und Ausstattung
Das Ministeriumsgebäude befindet sich in der Straße Na Valech in der Katastralgemeinde Hradčany der tschechischen Hauptstadt Prag, die zu den Verwaltungsbezirken Prag 1 und Prag 6 gehört. Es steht dort, wo sich früher die Bastion XV der Mariánské hradby (Marienwehrmauer) befand, Teil der älteren Befestigungsanlage der Stadt Prag.
Zu dem größeren Gebäudekomplex gehörten außer dem Hauptgebäude noch Wohnhäuser für Offiziere, Mannschaftsunterkunft, Krankenhaus, Reitersaal, Reitschule sowie heute nicht mehr vorhandene Stallungen und ein Gartenpavillon; nach 1927 wurde eine Druckerei hinzugebaut.

## Geschichte
Nachdem die Befestigungsanlage der Stadt Prag, die während des 17. und 18. Jahrhunderts angelegt wurde, infolge einer kaiserlichen Anordnung mangels militärischer Bedeutung von 1866 ab 1874 nach und nach abgetragen wurden, wurde das freigewordene Gelände zum Bau einer Kadettenschule verwendet. Das Gebäude wurde 1899/1900 nach den Entwürfen des militärischen Architekten František Eckert und des Hauptprojektanten der Baufirma Nekvasil Josef Bertl im Neorenaissance-Stil erbaut.

## Verwendung ab 1900
Nach der Fertigstellung des Gebäudes in der Straße Na Valech abgeschlossen war, wechselten sich dort folgende Nutzer ab:
- 1900 bis 1918 eine Kadettenschule, die sich zuvor in der Königinhofer Kaserne in der Prager Altstadt befand (dort 1869 gegründet)
- Nach der Gründung der Tschechoslowakei im Oktober 1918 haben dort unter anderem das Justizministerium sowie das Oberste Gericht einige Räumlichkeiten in Anspruch genommen
- Aufgrund des Gesetzes 322 Sb. vom 11. Juni 1919 wurde das Areal jedoch wieder der Militärverwaltung übereignet
- am 1. September 1919 bis 1921 wirkte hier die Škola generálního štábu (Schule des Generalstabs)
- am 1. November 1921 fand hier die gegründete Válečná škola (Kriegsschule), am 1. Oktober 1934 umbenannt in Vysoká škola válečná (abgek. VŠV, Kriegshochschule) ihren Sitz; sie bestand bis September 1938
- 1939 bis 1945 während der Zeit des Protektorats Böhmen und Mähren dienten die Gebäude der Unterbringung des SS-Wachbataillons Prag (Adolf Hitler-Kaserne)
- nach 1945 fanden hier einige Abteilungen des Innenministerium vorübergehend einige Räume wie und ebenfalls die neu ins Leben gerufene Kriegshochschule
- 1951 wurde die Kriegshochschule aufgelöst und die Vojenská akademie (Militärische Akademie) errichtet, die 1953 in Vojenská politická akademie (Militärische politische Akademie) umbenannt wurde, die hier bis 1958 wirkte
- 1968 wurde das Gebäude durch die sowjetische Armee beschlagnahmt; danach befand sich im Gebäude die nächsten 20 Jahre der Sitz des sogenannten „älteren Repräsentanten des obersten Befehlshabers der Vereinten Streitkräfte des Warschauer Paktes beim Föderalen Innenministerium [der Tschechoslowakei]“
- nach der samtenen Revolution von 1989 wurde das Gebäude wieder dem Innenministerium der Tschechoslowakei (Beziehungsweise nach 1993 der Tschechischen Republik) übereignet, das sich dort bis heute befindet